# Sabinische Sprache
Die sabinische Sprache wurde im antiken Italien von den Sabinern gesprochen, die in Mittelitalien siedelten. Sie gehört zu den italischen Sprachen.

## Überlieferung
Die Sprache der Sabiner ist inschriftlich nicht bezeugt. Zwar wurde eine Inschrift auf einem Cippus aus Foruli von Vetter als sabinisch angesehen, jedoch wird die Zuordnung dieser Inschrift zum Sabinischen von Rix als „Verlegenheitslösung“ bezeichnet, da es sich auch um eine späte Inschrift in Südpikenisch handeln könnte. Coleman sieht hierin eher eine vestinische Inschrift. Untermann führt in seinem Wörterbuch die in dieser Inschrift überlieferten Wörter als vestinisch.
Dagegen sind einige Glossen und Lehnwörter im Lateinischen erhalten, insbesondere durch die Schriften von Varro, Sextus Pompeius Festus und Maurus Servius Honoratus.